# Кубок виклику Азії Дивізіон І (жінки) — 2015
Кубок виклику Азії Дивізіон І (жінки) — 2015 (англ. 2015 IIHF ice hockey women's Challenge Cup of Asia Division I) — спортивне змагання з хокею із шайбою, 2-й розіграш Кубку виклику Азії у першому дивізіоні, що проводиться під егідою Міжнародної федерації хокею із шайбою (ІІХФ). Турнір відбувався з 6 по 7 листопада 2015 року у Республіці Китай.

## Підсумкова таблиця та результати
| Збірна            | М | В | ВО | ПО | П | Ш    | О  | Китайський Тайбей | Таїланд | Гонконг |
| ----------------- | - | - | -- | -- | - | ---- | -- | ----------------- | ------- | ------- |
| Китайський Тайбей | 4 | 4 | 0  | 0  | 0 | 24-2 | 12 |                   | 3-1     | 7-0     |
| Таїланд           | 4 | 1 | 0  | 0  | 3 | 7-14 | 3  | 1-7               |         | 3-1     |
| Гонконг           | 4 | 1 | 0  | 0  | 3 | 4-19 | 3  | 0-7               | 3-2     |         |